# Markus Thomschke
Markus Thomschke (* 22. April 1984 in Kamenz) ist ein deutscher Triathlet, der vorwiegend auf der Langdistanz startet und in der Bestenliste deutscher Triathleten auf der Ironman-Distanz geführt wird.

## Werdegang
In seiner Jugend war Markus Thomschke als Handballer aktiv.
Im Juli 2007 wurde er beim Ironman Germany in Frankfurt Vize-Europameister der AK 18. 2011 wurde er in Falkenstein Dritter bei der Deutschen Meisterschaft auf der Duathlon-Langdistanz.

### Triathlon-Profi seit 2012
2012 startete er erstmals als Profi beim Ironman Hawaii und 2016 konnte er sich erneut qualifizieren.

Im Oktober 2017 wurde der damals 33-Jährige Dritter beim Ironman Louisville und im Juni 2019 ebenso Dritter beim Ironman Ireland.
Markus Thomschke wird trainiert von Thomas Weber und er lebt in Friedersdorf, einem Ortsteil von Pulsnitz. Er ist verheiratet und Vater dreier Kinder.

## Sportliche Erfolge
| Datum/Jahr    | Rang | Wettbewerb                                         | Austragungsort | Zeit     | Bemerkung                                                                            |
| ------------- | ---- | -------------------------------------------------- | -------------- | -------- | ------------------------------------------------------------------------------------ |
| 27. Mai 2018  | 8    | Ironman 70.3 Austria                               | St. Pölten     | 03:59:31 |                                                                                      |
| 5. Aug. 2017  | 3    | Ironman 70.3 Otepää                                | Otepää         | 04:04:04 |                                                                                      |
| 9. Juli 2017  | 1    | Ostseeman Damp 113                                 | Damp           | 03:46:06 | Sieger bei der Erstaustragung (1,9 km Schwimmen, 90 km Radfahren und 21,1 km Laufen) |
| 28. Aug. 2016 | 3    | Ironman 70.3 Zell am See-Kaprun                    | Zell am See    | 04:11:36 | [ 2 ]                                                                                |
| 12. Juni 2016 | 3    | Ironman 70.3 Staffordshire                         | Staffordshire  | 04:03:00 | [ 3 ]                                                                                |
| 30. Aug. 2015 | 12   | Ironman 70.3 Zell am See-Kaprun                    | Zell am See    | 04:02:31 | Ironman 70.3 WM, Sieger Jan Frodeno, vor Sebastian Kienle und Javier Gómez Noya      |
| 9. Aug. 2015  | 2    | Ironman 70.3 Dublin                                | Dublin         | 04:06:18 | Zweiter hinter dem Franzosen Denis Chevrot                                           |
| 5. Juli 2015  | 2    | Ironman 70.3 Norway                                | Haugesund      | 03:53:24 |                                                                                      |
| 12. Juni 2016 | 2    | Ironman 70.3 Staffordshire                         | Staffordshire  | 04:07:33 |                                                                                      |
| 7. Juni 2015  | 4    | DTU Deutsche Meisterschaft Triathlon Mitteldistanz | Kraichgau      | 04:06:19 | im Rahmen des Ironman 70.3 Kraichgau                                                 |
| 15. Juni 2014 | 7    | DTU Deutsche Meisterschaft Triathlon Mitteldistanz | Kraichgau      | 04:11:58 |                                                                                      |
| 17. Juni 2012 | 2    | Ironman 70.3 UK                                    | Wimbleball     | 04:21:04 |                                                                                      |

| Datum/Jahr    | Rang | Wettbewerb                | Austragungsort      | Zeit     | Bemerkung                               |
| ------------- | ---- | ------------------------- | ------------------- | -------- | --------------------------------------- |
| 21. Juli 2024 | 17   | Ironman USA               | Lake Placid         | 08:44:45 |                                         |
| 8. Sep. 2019  | 2    | Ironman Wisconsin         | Madison (Wisconsin) | 08:38:24 |                                         |
| 23. Juni 2019 | 3    | Ironman Ireland           | Youghal             | 07:58:10 | verkürzter Kurs ohne die Schwimmdistanz |
| 4. Aug. 2018  | 5    | Ironman Tallinn           | Tallinn             | 08:10:28 | Persönliche Ironman-Bestzeit            |
| 15. Okt. 2017 | 3    | Ironman Louisville        | Louisville          | 08:21:05 |                                         |
| 17. Juli 2016 | 2    | Ironman UK                | Bolton              | 08:50:03 | [ 5 ]                                   |
| 13. Sep. 2015 | 3    | Ironman Wales             | Pembrokeshire       | 09:14:52 |                                         |
| 8. Dez. 2013  | 2    | Ironman Western Australia | Busselton           | 08:16:01 |                                         |
| 1. Juli 2007  |      | Ironman Germany           | Frankfurt am Main   | 09:09:40 | Vize-Europameister Ironman AK 18        |

| Datum/Jahr    | Rang | Wettbewerb                                      | Austragungsort | Zeit | Bemerkung                                                         |
| ------------- | ---- | ----------------------------------------------- | -------------- | ---- | ----------------------------------------------------------------- |
| 22. Mai 2011  | 3    | DTU Deutsche Meisterschaft Duathlon Langdistanz | Falkenstein    |      | Deutsche Meisterschaft Duathlon-Langdistanz beim Powerman Germany |
| 16. Sep. 2007 | 2    | Falkensteiner Duathlon                          | Falkenstein    |      |                                                                   |
| 17. Sep. 2006 | 2    | Falkensteiner Duathlon                          | Falkenstein    |      |                                                                   |

(DNF – Did Not Finish)